# Rie Tomosaka
Rie Tomosaka (ともさか りえ, Tomosaka Rie), née le 12 octobre 1979 à Nagano, Japon) est une actrice japonaise, également chanteuse de J-pop dans les années 1990.

## Biographie
Rie Tomosaka débute en 1992 en jouant dans des publicités et drama, et se fait connaître en 1995 en interprétant l'héroïne de la série Kintaichi shonen no jikenbo, adaptation "live" de la série manga et anime Les Enquêtes de Kindaichi. Elle sort aussi plusieurs disques entre 1996 et 2000, sous son nom ou sous le pseudonyme d'Eri Sakatomo. Son amie la rockeuse Shiina Ringo lui écrit six chansons, dont deux sortent en singles en 1999 et 2000. En 2001, elle est la vedette du film Chloé présenté en sélection officielle en compétition au festival du film de Berlin.

### Vie privée
Rie Tomosaka épouse le metteur en scène Masahiko Kawahara en 2003 et lui donne un fils en 2004, mais divorce fin 2008.

## Discographie

### Singles
Rie Tomosaka
- Escalation (10.4.1996)
- Kusyami (くしゃみ) (7.7.1996)
- Naichaisou-yo (泣いちゃいそうよ) (19.2.1997)
- Futari (2人) (16.5.1997)
- Koishiteru (恋してる) (13.5.1998)
- Itoshii Toki (愛しい時) (26.8.1998)
- Cappuccino (27.1.1999)
- Shoujo Robot (少女ロボット) (21.6.2000)

Eri Sakatomo
- Suki-ni natta-ra KIRIN LEMON (好きになったらキリンレモン) (10.7.1996)
- Docchi-demo IN (どっちでもIN) (25.10.1996)
- Inazuma Musume (稲妻娘) (8.8.1997)

Gonna be fun
- Birthday Party (11.11.1997) (groupe formé pour le show TV pour enfants Ponkikies)

### Albums
Rie Tomosaka
- un (16.4.1997)
- Murasaki. (むらさき。) (24.2.1999)

Eri Sakatomo
- Sakasama (さかさま) (22.12.1997)

### Compilations
- LIVE & REMIX "Rie Tomosaka VS Eri Sakatomo" (18.3.1998)
- rie tomosaka best (8.10.1999)

## Filmographie

### Films
- 1996 Tomoko no Baai (友子の場合)
- 1997 Kindaichi Shonen no Jikenbo Shanghai Gyojin Densetsu (金田一少年の事件簿 上海魚人伝説)
- 1999 Kochira Katsushika-ku Kameari Kōen-mae Hashutsujo (こちら葛飾区亀有公園前派出所) (voix)
- 2000 Sentimental City Marathon
- 2001 : Chloé (クロエ, Kuroe?) de Gō Rijū (ja) : Kuroe
- 2002 AIKI
- 2003 Guuzen nimo Saiaku na Shonen (偶然にも最悪な少年)
- 2003 "1980"
- 2005 Soreike! Anpanman: Hapii's Big Adventure (それいけ!アンパンマン ハピーの大冒険) (voix)
- 2008 Utatama (うた魂♪)
- 2009 Ike-chan to Boku (いけちゃんとぼく)

### Drama
- Subarashiki Kana Jinsei (Fuji TV, 1993)
- Ue wo Muite Aruko (Fuji TV, 1994)
- Yonimo Kimyona Monogatari Tomoko no Nagai Asa (Fuji TV, 1995)
- Kindaichi Shonen no Jikenbo (NTV, 1995)
- Yonimo Kimyona Monogatari Tomoko no Nagai Yoru (Fuji TV, 1995)
- Hanayome wa 16-sai (TV Asahi, 1995)
- Kindaichi Shonen no Jikenbo 2 (NTV, 1996)
- Santa ga Koroshi ni Yatte Kita (KTV, 1996)
- Five (NTV, 1997)
- Kira Kira Hikaru (Fuji TV, 1998, ep6)
- Ojousama Meitantei (NHK, 1998)
- Tabloid (Fuji TV, 1998)
- Haru no Wakusei (TBS, 1999)
- Africa no Yoru (Fuji TV, 1999)
- Yamada Ikka no Shinbo (TBS, 1999)
- Kimi ga Oshietekureta Koto (TBS, 2000)
- Tokimune Hojo (NHK, 2001)
- Joshiana (Fuji TV, 2001)
- Kiken Na Tobira - Ai Wo Tejou De Tunagu Toki (TV Asahi, 2001)
- Yonimo Kimyona Monogatari Mom in Stores Now! (Fuji TV, 2001)
- Haru Ranman (Fuji TV, 2002)
- Locker no Hanako-san (NHK, 2002)
- Suika (NTV, 2003)
- Kaettekita Locker no Hanako-san (NHK, 2003)
- Atarashii Kaze (TBS, 2004)
- Anego (NTV, 2005)
- Start Line (Fuji TV, 2005)
- Satomi Hakkenden (TBS, 2006)
- Kami wa Saikoro wo Furanai (NTV, 2006)
- Yonimo Kimyona Monogatari Ame no Homonsha (Fuji TV, 2006)
- Koi no Kara Sawagi Drama Special Love Stories III (NTV, 2006)
- Konshu Tsuma ga Uwaki Shimasu (Fuji TV, 2007)
- Kaette Kita Jikou Keisatsu (TV Asahi, 2007, ep4)
- Sexy Voice and Robo (NTV, 2007, eps 8-9)
- Shin Machiben (NHK, 2007)
- Abarenbo Mama (Fuji TV, 2007)
- Atsu-hime (NHK, 2008)
- Oh! My Girl!! (NTV, 2008)
- Boku no Imoto (TBS, 2009)